# Rörkvastmossa
Rörkvastmossa (Dicranum spadiceum) är en bladmossart som beskrevs av J. E. Zetterstedt 1865. Rörkvastmossa ingår i släktet kvastmossor, och familjen Dicranaceae. Enligt den finländska rödlistan är arten nära hotad i Finland. Arten är reproducerande i Sverige. Artens livsmiljö är fjällhedar. Inga underarter finns listade i Catalogue of Life.

## Bildgalleri

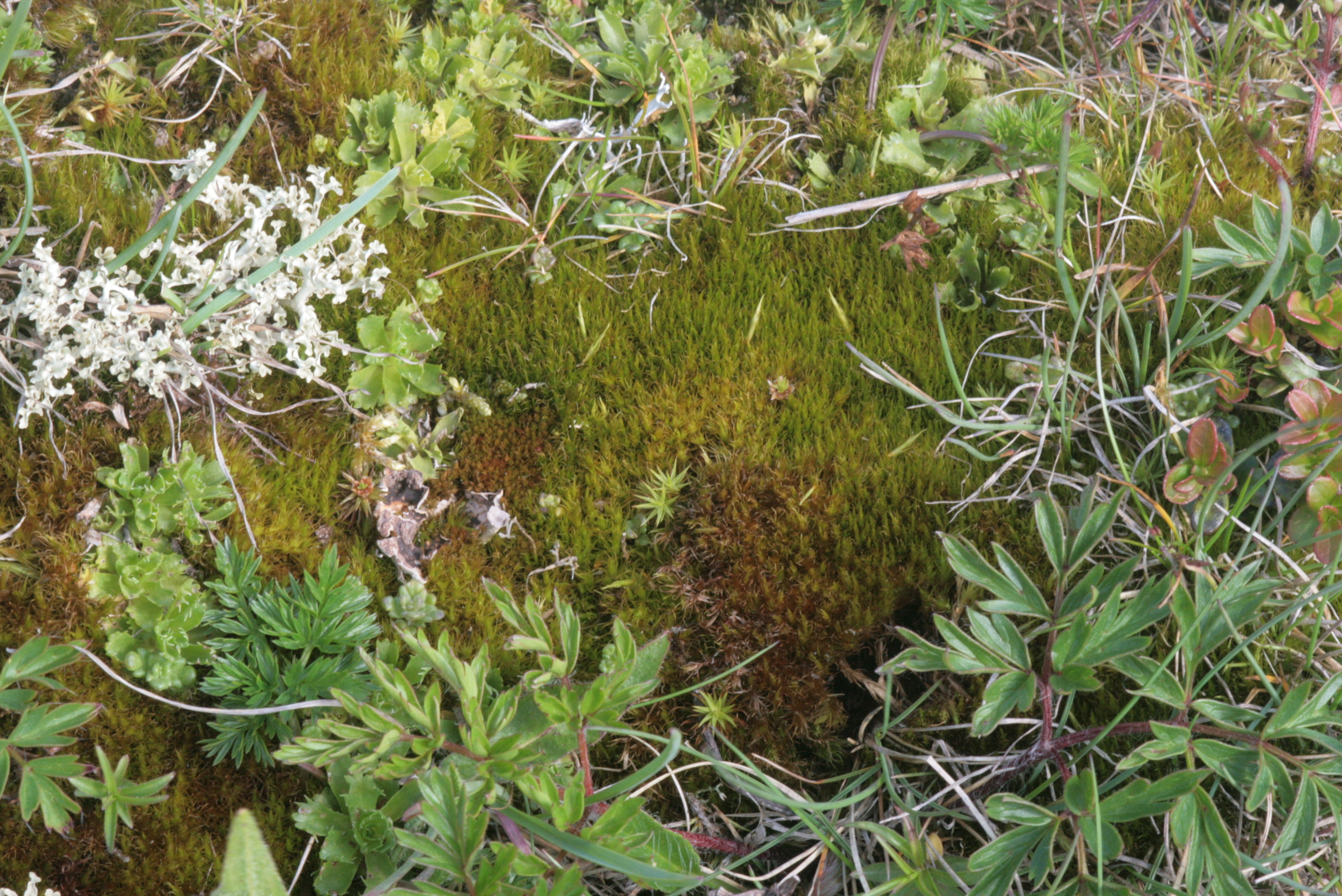
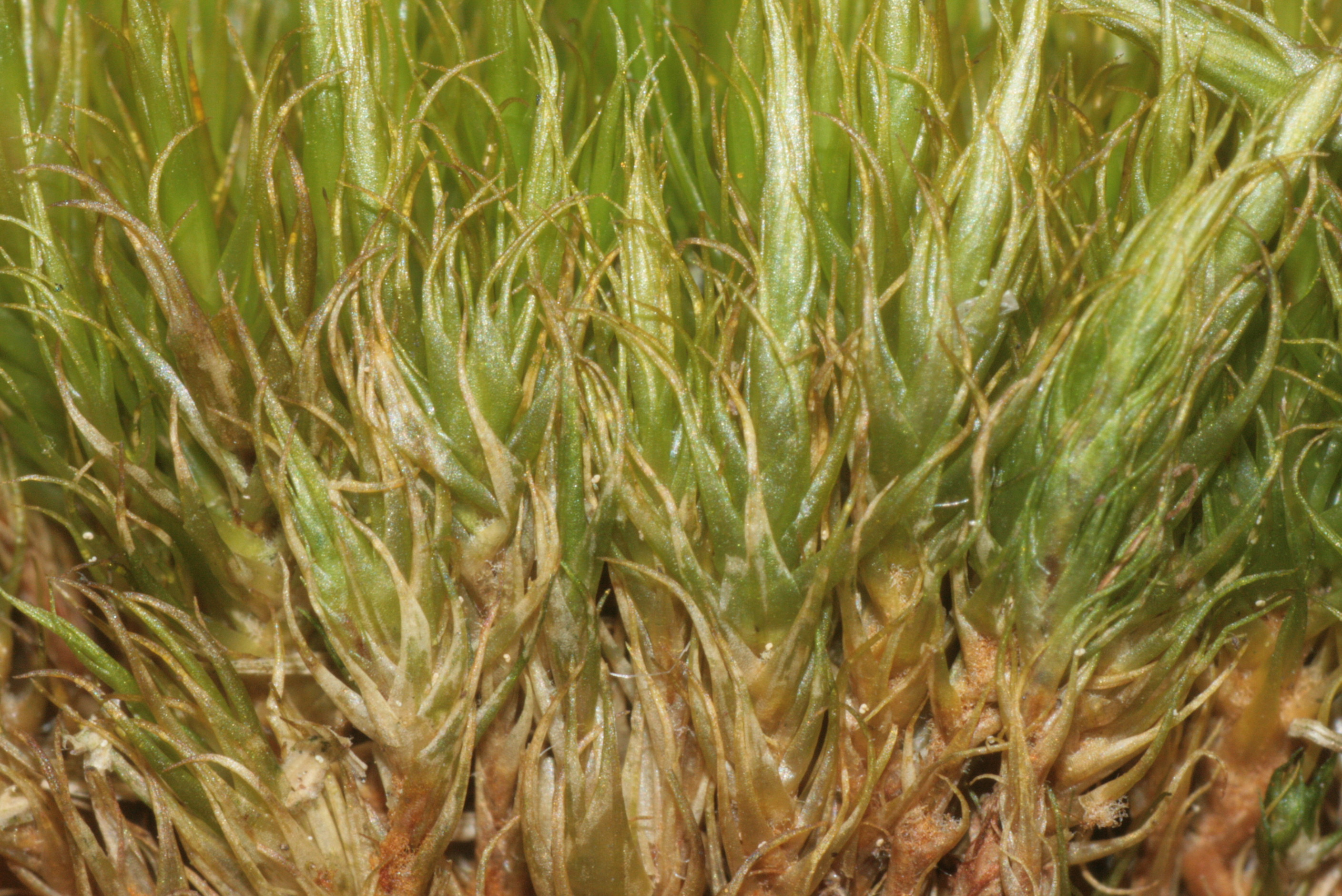
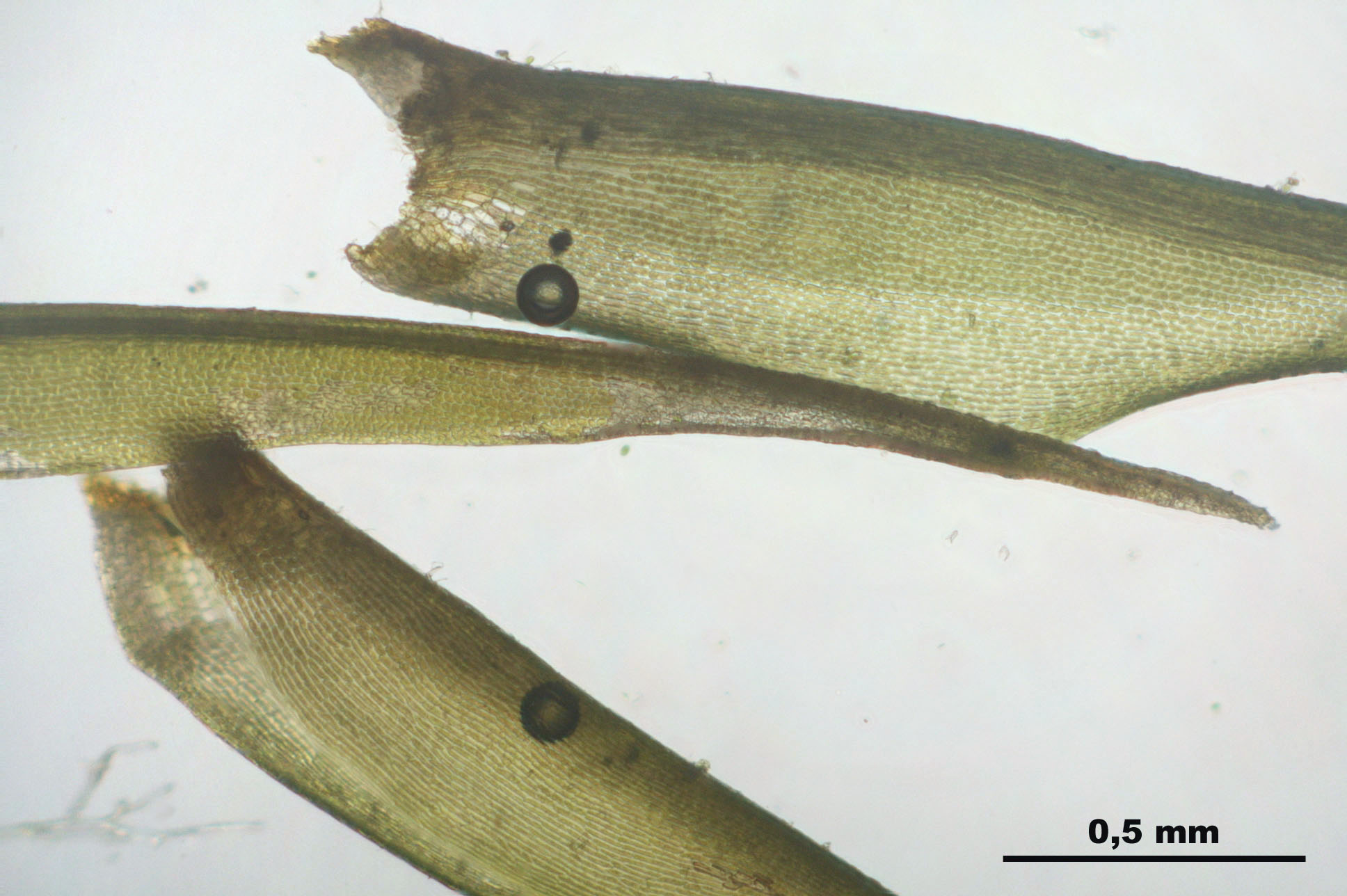
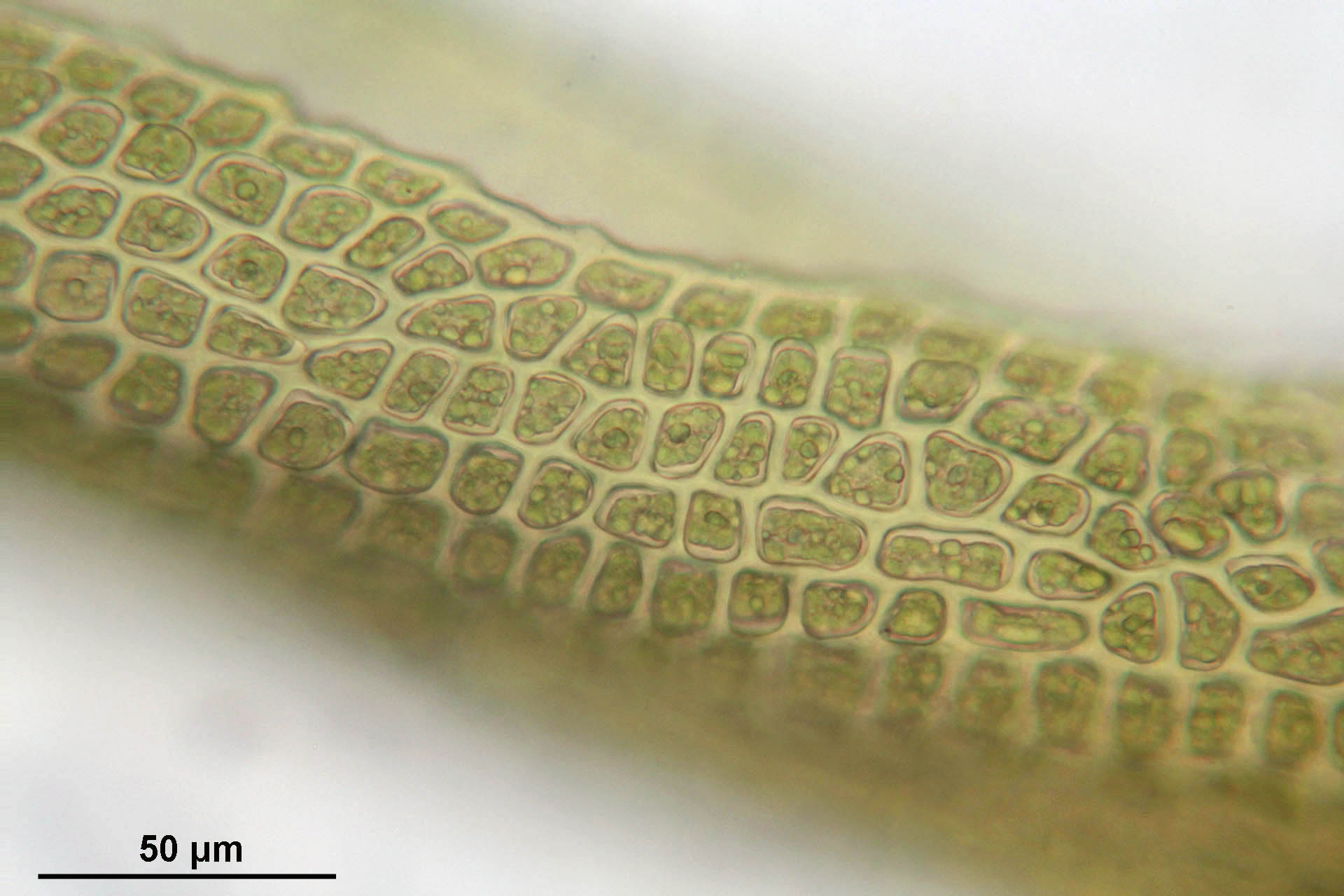
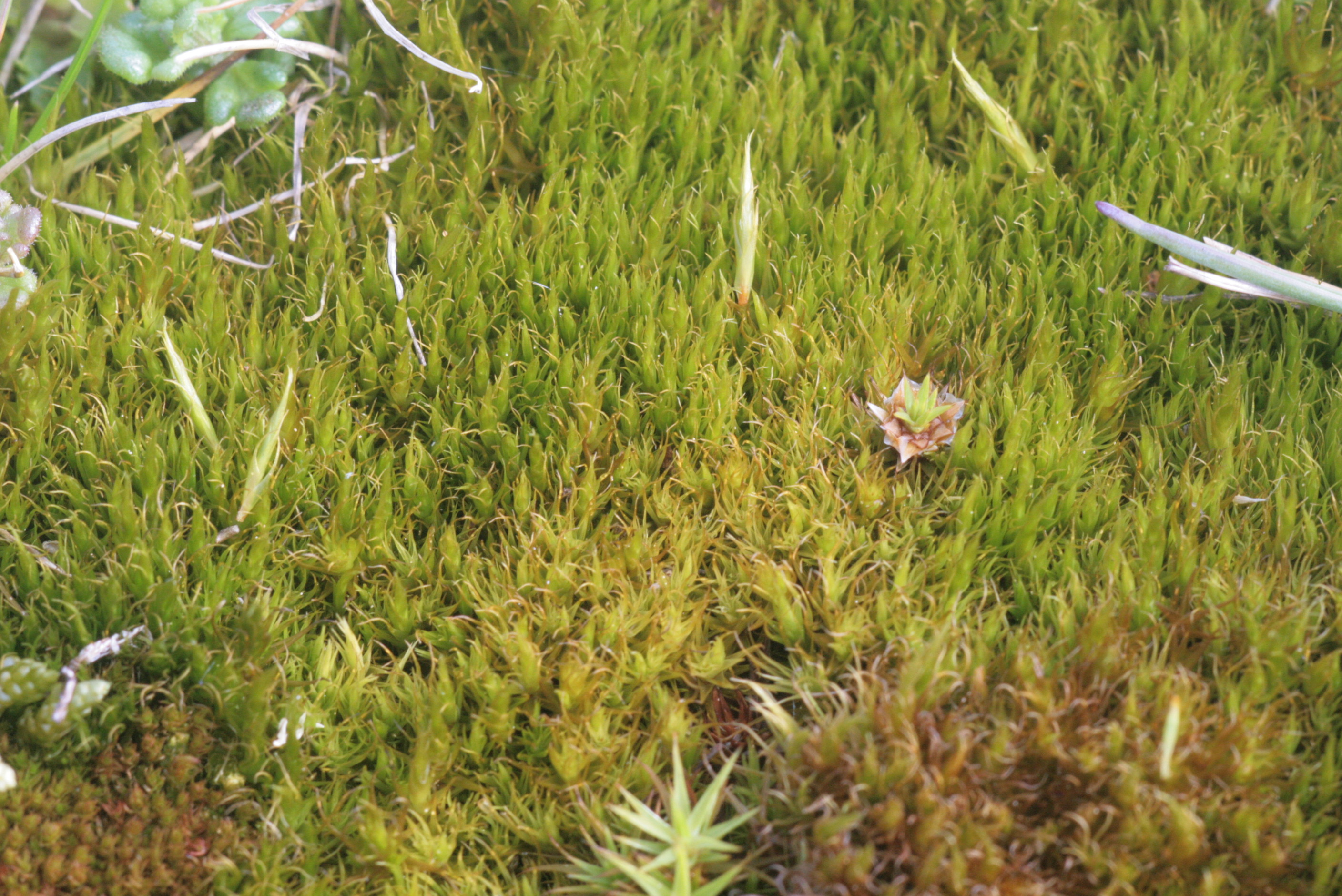
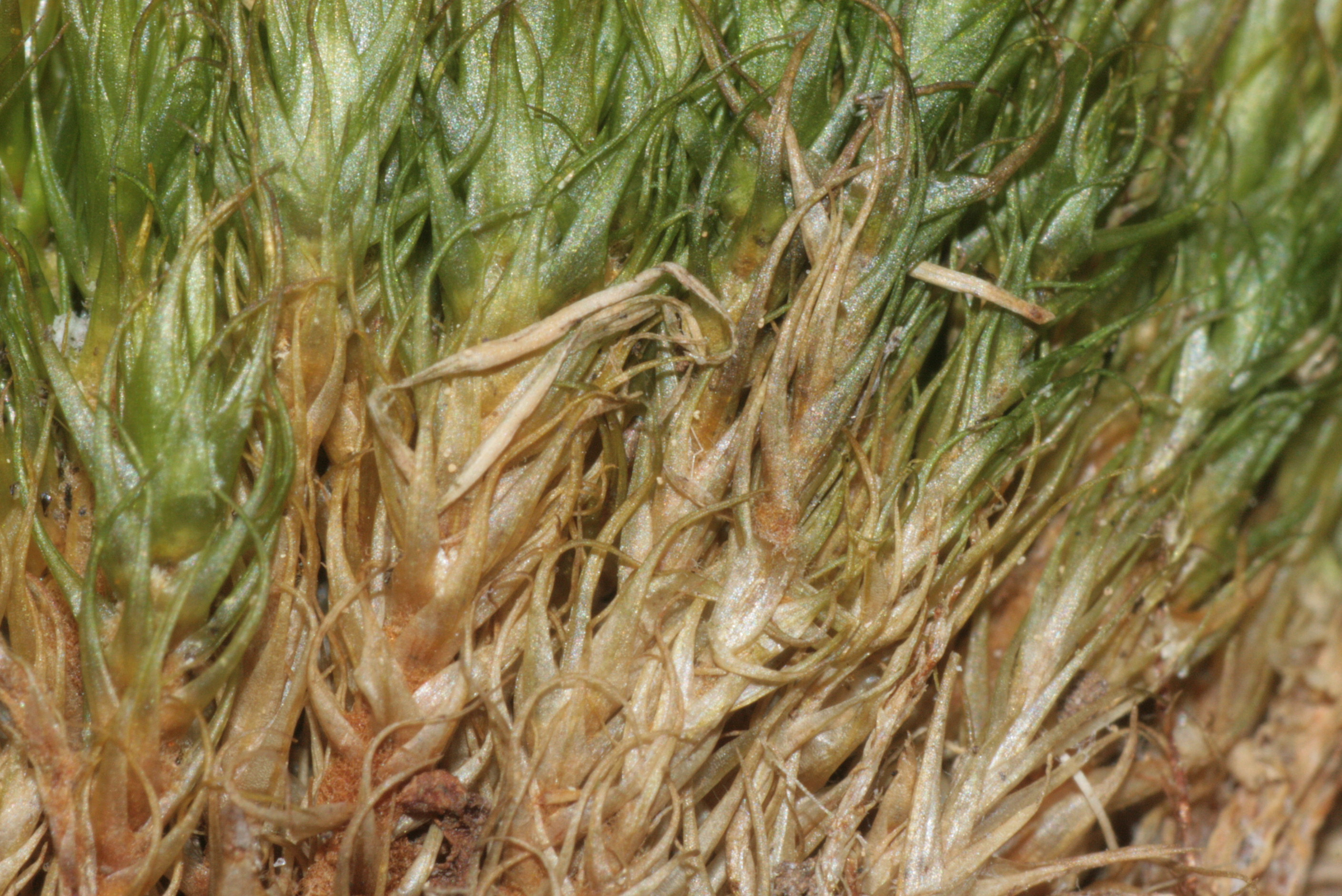